# أليكسا كانادي
أليكسا إيرين كانادي (بالإنجليزية: Alexa Irene Canady) ولدت في 7 نوفمبر 195، وهي طبيبة أمريكية متقاعدة متخصصة في جراحة الأعصاب. ولدت في لانسنغ، ميشيغان وحصلت على البكالوريوس من جامعة ميشيغان. بعد إكمال إقامتها في جامعة منيسوتا في عام 1981، أصبحت كانادي أول جراحة مخ وأعصاب من العرق الأسود. جاء ذلك بعد أن كانت أول امرأة أمريكية معتمدة في مجال جراحة المخ والأعصاب في عام 1960. تخصصت كانادي في جراحة المخ والأعصاب في الأطفال وكانت رئيسة جراحة المخ والأعصاب في مستشفى الأطفال في ميشيغان منذ عام 1987 حتى تقاعدها في عام 2001. كانت كانادي أستاذة في جراحة المخ والأعصاب في جامعة وين ستيت. بعد تقاعدها، انتقلت إلى فلوريدا في مستشفى القلب المقدس بينساكولا. في عام 1989، تم إدخال كانادي في قاعة المشاهير النسائية في ميشيغان، وفي عام 1993 حصلت أيضا على جائزة رئيس جمعية المرأة الطبية الأمريكية.

## حياتها وتعليمها
ولدت أليكسا إيرين كانادي في لانسنغ بولاية ميشيغان إلى إليزابيث هورتنس كانادي والدكتور كلينتون كانادي، كانت والدتها مربية ورئيسة وطنية سابقة لشركة دلتا سيغما ثيتا سوروريتي، وكان والدها طبيب أسنان. ذهب والد أليكسا إلي جامعة فيسك حيث التقى بوالدتها وتزوجا في عيد ميلاد والدتها ال 18. والدها طبيب أسنان تخرج من كلية ميهاري الطبية بينما تخرجت والدتها من جامعة فيسك. والد أليكسا علمها أهمية التعلم والعمل الشاق، وذلك ساعدها في نهاية المطاف بأن تتخرج من المدرسة الثانوية مع مرتبة الشرف.
تربت كانادي وشقيقها الأصغر خارج لانسنغ وكانوا الوحيدين من الطلاب الأمريكيين من أصل أفريقي في مدرستهم. واجهوا العديد من العقبات طوال سنوات دراستهم. ومع ذلك، وعلى الرغم من هذه العقبات، تفوقت كانادي على أقرانها أكاديميا وحصلت على درجات عالية في اختباراتها في المدرسة. قبل الجامعة، تم ترشيح اليكسا كانادي كباحثة تحقيق وطني في عام 1967. حضرت كانادي في جامعة ميشيغان لتحصل على B.S. في علم الحيوان في عام 1971، وأصبحت عضوا في دلتا سيغما ثيتا. ثم حصلت على درجة الدكتوراه مع مرتبة الشرف من مدرسة طب جامعة ميشيغان في عام 1975. ثم أصبحت متدربة في مستشفى ييل - نيو هافن من 1975-1976، وعلى الرغم من كونها طالبة استثنائية، قالت انها لا تزال تواجه التحيز والتعليقات التمييزية لأنها كانت أول متدربة من العرق الأسود. ثم أصبحت أول امرأة جراحة أمريكية أفريقية تقيم في الولايات المتحدة في جامعة منيسوتا، على الرغم من ما قاله الناس عنها، كانت كانادي تنظر إلى إنجازاتها على أنها قدوة للمرأة والأميركيين الأفارقة حتى يحتذوا بها.

## عملها
أصبحت أليكسا رئيسة لقسم جراحة المخ والأعصاب في مستشفى الأطفال في ميشيغان في عام 1987 و شغلت المنصب حتى تقاعدها في عام 2001. خلال فترة رئاستها تخصصت في تشوهات العمود الفقري الخلقية واستسقاء الرأس والصدمة و أورام المخ.

## الجوائز والتكريمات
تم إدخال كانادي في قاعة المشاهير النسائية في ميشيغان في عام 1989. كما تلقت جائزة رئيس جمعية المرأة الطبية الأمريكية في عام 1993، وفي عام 1994 منحت جائزة الخدمة المتميزة من كلية الطب بجامعة واين ستيت. في عام 1984 تم تعيينها معلم السنة من قبل مستشفى الأطفال في ميشيغان. حصلت على جائزة كانديس من الائتلاف الوطني في عام 1986. وهي عضو في مؤتمر الجراحين العصبيين، والرابطة الأمريكية لجراحى الأعصاب، وجمعية جراحة المخ والأعصاب لدى الأطفال، والكلية الأمريكية لجراحة المخ والأعصاب.
كما حصلت على ثلاث شهادات فخرية - دكتوراه في رسائل إنسانية من الدرجات الفخرية من جامعة ديترويت - مرسي في عام 1997 وجامعة روزفلت في عام 2014، وجامعة جنوب كونيتيكت في عام 1999.

## وصلات خارجية
- African-American Registry biography